# Edwardsville (Pensilvania)
Edwardsville es un borough ubicado en el condado de Luzerne en el estado estadounidense de Pensilvania. En el año 2000 tenía una población de 4,984 habitantes y una densidad poblacional de 1,634.6 personas por km².

## Geografía
Edwardsville se encuentra ubicado en las coordenadas 41°15′58″N 75°54′30″O / 41.26611, -75.90833.

## Demografía
Según la Oficina del Censo en 2000 los ingresos medios por hogar en la localidad eran de $20,000 y los ingresos medios por familia eran $26,908. Los hombres tenían unos ingresos medios de $25,733 frente a los $21,657 para las mujeres. La renta per cápita para la localidad era de $13,464. Alrededor del 25.9% de la población estaba por debajo del umbral de pobreza.